# David von Wyss der Ältere

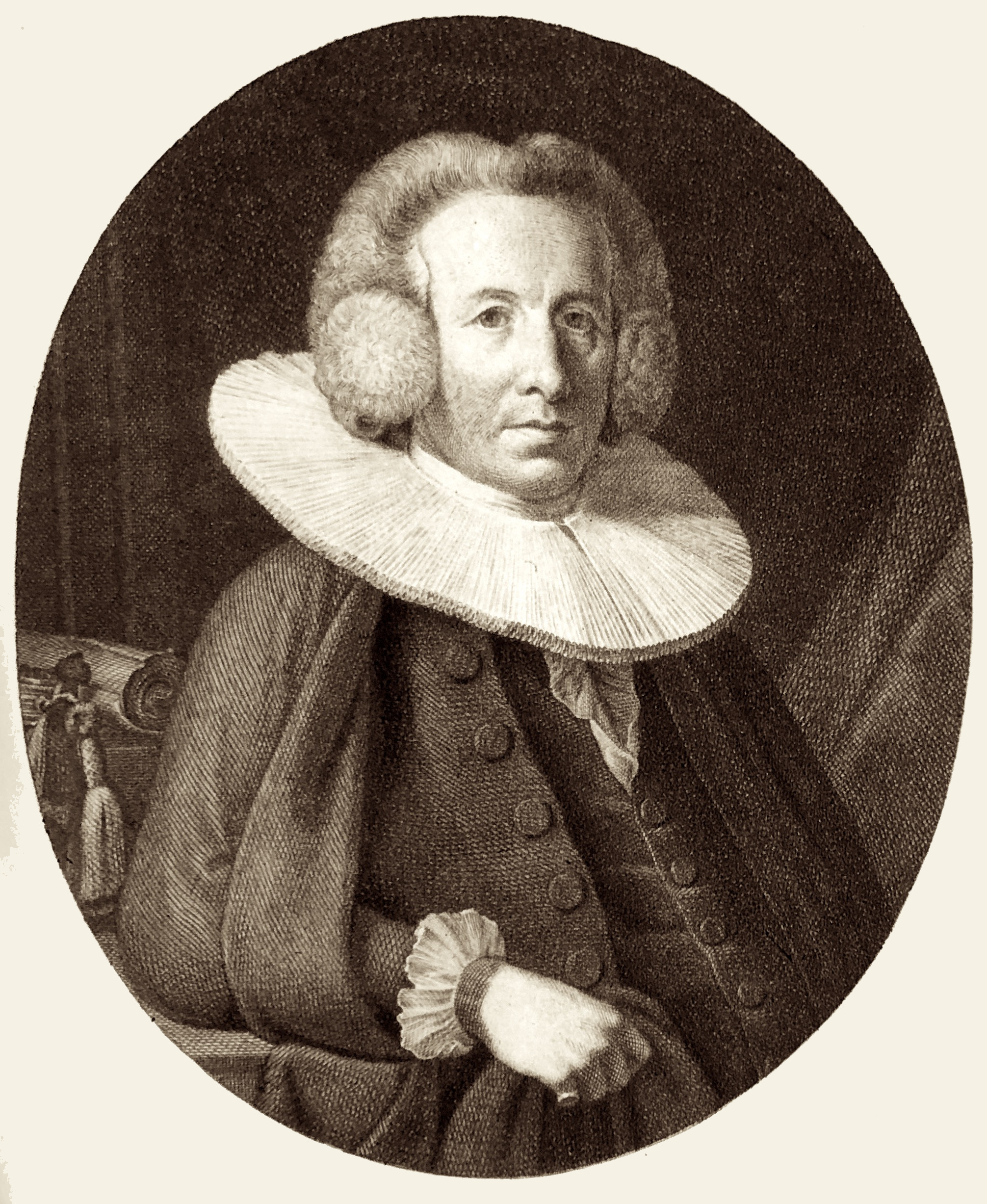
David von Wyss

David von Wyss (* 6. März 1737 in Zürich; † 26. Januar 1815 ebenda) war ein Schweizer Politiker und Bürgermeister von Zürich.

## Leben

### Familie
David war der Sohn von Heinrich von Wyss (1707–1741), Landschreiber der Gemeinde Ebmatingen bei Maur sowie Privatsekretär des ersten Bürgermeisters von Zürich, und dessen Ehefrau Elisabetha, Tochter des Zürchers Bürgermeister Johann Caspar Escher. Sein Vater entstammte dem alten adeligen Geschlecht der von Wyss genannt zum Angel, weil sie eine Angel im Wappen führten, das schon 1315 in Zürich eingebürgert war.
Er hatte noch fünf Geschwister, hierbei war er der Onkel des 1. Staatsarztes David Rahn (1769–1848).
Sein Vorfahr Matthias von Wyss († 1530) wurde 1501 Bürgermeister in Zürich, legte das Amt jedoch 1510 nieder, weil er sich gegen das Reislaufen aussprach, in dem Schweizer gegen Schweizer kämpften; er blieb jedoch Ratsmitglied bis zu seinem Tod und vertrat Zürich auch weiterhin auf zahlreichen Tagsatzungen. Diesem Matthias von Wyss teilte Kaiser Maximilian I. 1503 in einem Wappenbrief die Bestätigung des schon bisher geführten Wappens aus.
Sein Cousin war der Oberrichter Hans Konrad von Wyss (1749–1826).
David von Wyss war seit 1760 mit Küngolt (* 17. Oktober 1739 in Zürich; † 10. Februar 1810 ebenda), Tochter des Landvogts und Kleinrats Diethelm Escher (1695–1755) verheiratet. Gemeinsam hatten sie acht Kinder, zu diesen gehörte auch der spätere gleichnamige Zürcher Bürgermeister David von Wyss; dessen Sohn war der Jurist Friedrich von Wyss (* 6. November 1818 in Zürich; † 29. November 1907 ebenda). Seine Tochter Elisabeth war mit dem Zürcher Antistes Johann Rudolf Ulrich, verheiratet.

### Werdegang
David von Wyss studierte in Zürich, Lausanne und Paris; während seiner Studienzeit in Lausanne befreundete er sich mit dem britischen Historiker Edward Gibbon, mit dem er auch später im Briefwechsel stand; in Paris wohnte er bei dem Schriftsteller François-Vincent Toussaint.
1757 kehrte er zurück und trat in die Zürcher Staatskanzlei, wurde 1759 Ratssubstitut und 1763 Staatsunterschreiber.
Seine erste politische Mission erhielt er von 1766 bis 1767, in der er als Sekretär Zürcher Abgeordneter in Genf wurde. 1738 war durch Vermittlung von Bern, Frankreich und Zürich in Genf ein Vergleich geschlossen worden, in dem der Bürgergemeinde das Recht über Krieg und Frieden, Gesetze und Steuern zu bestimmen, zurückgegeben wurde (siehe auch: Geschichte des Kantons Genf#18. Jahrhundert: Revolutionäre Konflikte). Nachdem es zu erneuten Streitigkeiten zwischen Magistrat und Bürgerschaft gekommen war wollten die drei Garanten erneut vermitteln; hierbei kam es zu einem Konflikt mit Frankreich und David von Wyss schloss sich dem Begehren von Heinrich Escher, erster Vertreter Zürichs, an, der um Entlassung bat, allerdings erteilte die heimische Regierung die Erlaubnis erst nach der Beendigung der Vermittlungsbemühungen.
1768 wurde er zweiter Staatsschreiber und Mitglied des Großen Rats. Durch seine Tätigkeit in der Staatsverwaltung erkannte er die vorhandenen Mängel und trug diese Mängel „Trägheit und Schläfrigkeit“ in der Regierung, Willkür, Unselbständigkeit und vorwiegende Partikularinteressen, in einem Vortrag in Johann Jakob Bodmers gegründeten Gesellschaft für vaterländische Geschichte, vor. Die Regierung akzeptierte die Kritik und ernannte ihn von 1771 bis 1778 zum Landvogt von Kyburg und ab 1778 Obervogt von Birmensdorf. Nach der Rückkehr nach Zürich wurde er Mitglied des Kleinen Rats und des Geheimen Rats.
1781 brachen in Genf erneut innere Unruhen aus, worauf der Rat von Genf, nachdem es zu einer bewaffneten Erhebung der Bürgerschaft, der Représentants, gekommen war, die Mediation der garantierenden Staaten erneut anrief. Zürich entsandte unter anderem David von Wyss als Abgeordneten nach Genf, um den Einfluss Frankreichs auf die Verschärfung des Streits zu beurteilen und einen Vergleich zu schaffen; hierzu nahm dieser seinen Sohn David mit, damit dieser ersten praktische politische Erfahrungen erwerben konnte. Die vier Monate dauernden Verhandlungen der Züricher und Berner Gesandten für einen Vergleich scheiterten an der Forderung Frankreichs, die Verhandlung an den Sitz des französischen Botschafters nach Solothurn zu verlegen. Im Juni 1781 verließ er Genf, wobei sein Sohn als Sekretär eines Zürcher Abgeordneten dort verblieb. Danach ging David von Wyss im Juli 1781 zu weiteren Verhandlungen nach Solothurn, die jedoch erfolglos blieben; nachdem ein vorgeschlagener Kompromiss abgelehnt wurde, trat Zürich im Januar 1782 aus der Garantie aus, sodass auch sein Sohn wieder nach Zürich zurückkehren konnte.
David von Wyss wurde 1783 zum Standesseckelmeister ernannt.

### Nach der Französischen Revolution
Auf der Aarauer Tagsatzung im September 1792, an der David von Wyss als Zürcher Gesandter und sein Sohn als Sekretär teilnahmen, brachte er seine politische Überzeugung, hinsichtlich der von der Eidgenossenschaft zu wählenden Politik, zum Ausdruck; diese war, dass die Schweiz, trotz der Französischen Revolution, an ihrer Neutralität festhalte. Daraufhin wurden seitens Frankreich die diplomatischen Beziehungen abgebrochen, und der französische Botschafter François Barthélemy verlegte seinen Sitz von Solothurn nach Baden; hiermit war dieser zwar kein offizieller Vertreter Frankreichs mehr, blieb aber in der Schweiz, sodass der Zürcher Bürgermeister mit diesem eine Privatkorrespondenz unterhalten konnte.
Ende November 1793 erhielt David von Wyss den Auftrag gegen Ausfuhrverbote der vorderösterreichischen Regierung in Konstanz, dann auf dem schwäbischen Kreistage in Ulm und anschliessend in Stuttgart und in Freiburg Vorschläge zu machen, durch die er die ganze östliche Schweiz für den Verkehr wieder öffnen konnte.
1795 erfolgte in der letzten Neuwahl im alten Zürich, als Nachfolger von Johann Heinrich Ott (1719–1796), die Wahl von David von Wyss zum Bürgermeister. Er blieb in diesem Amt, mit inneren und äusseren Konflikten konfrontiert, bis zum Untergang des Stadtstaats 1798.
Im Stäfnerhandel war er gegen den Erlass von Todesurteilen.
Noch vor dem Frieden von Campo Formio Ende September 1797 beschloss Frankreich, in der Schweiz aggressiv vorzugehen und an der französischen Revolution zu beteiligen.
Im Januar 1798 war er in der Abordnung von Deputierten an die Zürcher Landschaft (siehe auch: Geschichte des Kantons Zürich#Reformation und Ancien Régime).
Als Bürgermeister von Zürich präsidierte er 1794, 1796 und die letzte Tagsatzung am 25. Januar 1798 in Aarau; er versuchte vor 30.000 Anwesenden, die alten Bünde zu einen, aber die Einigkeit reichte nicht für eine ausreichende Verteidigungskraft. Nachdem Bern am 5. März 1798 von den französischen Invasionstruppen eingenommen worden war, legte der bisherige Grosse Rat am 8. März 1798 die Regierung nieder und David von Wyss sah sich gezwungen, um Misshandlungen zu entgehen, gemeinsam mit seinem Sohn am 13. März 1798 Zürich zu verlassen. Er hielt sich mit Unterbrechungen bis Juni 1798 als Flüchtling in Lindau in Bayern und Augsburg auf und kehrte dann nach Zürich zurück, worauf er sich als Privatier zurückzog.
Von April bis August 1799 war er Geisel des Helvetischen Direktoriums in Basel, obwohl er sich nicht an den Restaurationsversuchen beteiligt hatte.
Nach der Zweiten Schlacht um Zürich am 25. September 1799 sah er sich gezwungen, erneut mit seinem Sohn und dessen Ehefrau Zürich zu verlassen und floh über Konstanz erneut nach Lindau, das jedoch überfüllt war, sodass er erst nach Kempten und dann nach Augsburg weiter reiste; im Februar 1800 kehrte er gemeinsam mit seinem Sohn nach Zürich zurück, die Ehefrau und der Enkel waren bereits zuvor zurück gereist.
Er lebte, nach seiner endgültigen Rückkehr nach Zürich, zumeist auf seinem Landsitz in Meilen und widmete sich der klassischen Philologie, ohne wieder ein öffentliches Amt zu bekleiden.

### Schriftstellerisches Wirken
1794 ließ David von Wyss anonym eine Schrift erscheinen, in der die bisher befolgte Neutralitätspolitik beleuchtet und verteidigt wurde.

## Schriften (Auswahl)
- Treugesinnte Empfindung und Erinnerung bey Anlass der Erwählung Ihro Gnaden Weiss zum Bürgermeister unseres Staats. Zürich, J. Ch Gessner 1795.